# محمد أحمد البواردي
محمد أحمد البواردي الفلاسي شغل منصب وزير الدولة لشؤون الدفاع في دولة الإمارات العربية المتحدة منذ عام 2016. حتي 2024.  وقد شغل سابقا منصب وكيل وزارة الدفاع الإماراتية. 
وإلى جانب ذلك، يشغل مناصب رسمية رفيعة في إمارة أبوظبي، فهو رئيس مجلس أدارة كل من المركز الاتحادي للمعلومات الجغرافية وجمعية الإمارات للطبيعة. 
يشغل حاليا منصب نائب رئيس مجلس إدارة الصندوق الدولي للحفاظ على الحبارى، ونادي صقاري الإمارات.   وأيضا نائب رئيس مجلس إدارة هيئة البيئة – أبوظبي، وصندوق محمد بن زايد للمحافظه علي الكائنات الحيه. وهو عضو في مجلس الإدارة لمجلس توازن الاقتصادي.     
يحمل شهادة بكالوريوس في التاريخ والعلوم السياسية من كلية لويس وكلارك في الولايات المتحدة.

## المسيرة المهنية
سابقا تولى البواردي رئاسة اللجنة التنفيذية في 2010 التي لعبت دورا هاما في دعم المجلس التنفيذي لإمارة أبوظبي من خلال مراجعة السياسات العامة والخطط الاستراتيجية للإمارة وكذلك مراجعة جميع المواضيع المرفوعة للمجلس التنفيذي.  و قد شغل معاليه سابقا منصب رئيس اللجنة التنفيذية للمجلس التنفيذي وعضو المجلس التنفيذي لأمارة أبوظبي.  فقد تم تعيين معالي محمد أحمد البواردي أمينا عاما للمجلس التنفيذي لأمارة أبوظبي بموجب المرسوم الأميري رقم (27) الصادر في 8 ديسمبر 2004 وتولى هذا المنصب لمدة سبع سنوات شهدت خلالها الأمانة العامة للمجلس التنفيذي تطورا هاما وملموسا تكلل بإصدار قانون خاص بالأمانة العامة عام 2006 وإعادة هيكلة الأمانة العامة وإبراز دورها في دعم المجلس التنفيذي واللجنة التنفيذية واللجان الفرعية الأخرى والدوائر والجهات الحكومية المختلفة في الإمارة . 
كان ايضا يرأس معاليه ويعمل عضواً في العديد من الجهات الحكومية ومجالس إدارة العديد من المؤسسات، حيث كان يرأس مكتب التنظيم والرقابة لقطاع الماء والكهرباء في إمارة أبوظبي، ومركز إدارة النفايات (تدوير)، ولجنة أبوظبي لتطوير التكنولوجيا، ولجنة وضع وتنفيذ الاستراتيجية المائيه والزراعية بإمارة أبوظبي، ولجنه الأمن الغذائي، ورئيس مجلس أدارة منتجع الفرسان الرياضي الدولي، ونائب رئيس مجلس أدارة مبادله للإستثمار.

## المناصب التي شغلها
- تم تعيين معالي محمد أحمد البواردي أمينا عاما للمجلس التنفيذي لأمارة أبوظبي عند تشكيله بموجب المرسوم الأميري رقم (27) الصادر في 8 ديسمبر2004 وتولى هذا المنصب لمدة سبع سنوات     (2004 – 2011)، ثم تم تعيين معالي محمد البواردي عضواً في المجلس التنفيذي ، ثم تم شكيل اللجنة التنفيذية  برئاسة معالي محمد أحمد البواردي (2011 – 2014).
- تولى إدارة مكتب صاحب السموالشيخ محمد بن زايد آل نهيان اعتباراً من 1982 ولغاية 2013.
- رئيس مجلس ادارة مركز الأمن الغذائي (2011 – 2019)  وخلال مدة قيادتة     كان أيضا رئيس لجنة الأمن الغذائي، و عضو مجلس إدارة جهاز أبوظبي للرقابة الغذائية، ورئيس اللجنة التنفيذية لجهاز أبوظبي للرقابة الغذائية.
- رئيس لجنة أبوظبي لتطويرالتكنولوجيا (2009 - 2018)
- العضو المنتدب لهيئة البيئة أبوظبي (2009 – 2018)
- رئيس لجنة وضع وتنفيذ الاستراتيجية المائية والزراعية بإمارة أبوظبي (2009)
- رئيس اللجنة الإقليمية للمحافظة على المها العربي
- عمل كرئيس للجنة تطوير المنطقة الغربية (2004)
- عضو مجلس إدارة بنك الاتحاد
- نائب رئيس مجلس إدارة مبادلة (2006 – 2017)
- عضو مجلس إدارة شركة دولفين للطاقة (2000 - 2021)
- عضو مجلس إدارة هيئة مياه وكهرباء أبوظبي (1998)
- رئيس مجلس إدارة مركز أبوظبي لإدارة النفايات (2009)
- عضو مجلس إدارة مجلس التخطيط العمراني (2007)
- رئيس مجلس إدارة مكتب التنظيم والرقابة لقطاع الماء والكهرباء (2008)
- عضو لجنة دراسة مشروع إنشاء وإدارة متحف مسيرة الإنسان في أبوظبي (2008)
- عضو لجنة متابعة تنفيذ مشاريع شارع السلام (2007)
- عضو مجلس أبوظبي للتعليم (2006)
- رئيس مجلس إدارة منتجع الفرسان الرياضي الدولي (2010 - 2014)
- عضو لجنة دراسة قانون ونظام صندوق معاشات ومكافآت التقاعد لإمارة أبوظبي (2007)
- عضو لجنة دراسة الدعم الحكومي لمختلف القطاعات (2008)
- عضو لجنة ترشيح أعضاء المجالس البلدية بمدينة أبوظبي والعين والمنطقة الغربية.

## جوائز وأوسمة
- حصل معالي محمد البواردي عام 2005 علي جائزة الشخصية البيئية من لجنة التنسيق البيئي لدول مجلس التعاون لدول الخليج العربية، لأفضل الاعمال البيئية لعامي 2003 / 2004.
- وقد حاز معاليه علي جوائز عده منها "جائزة سير بيتر سكوت التقديريه عام 2015" ليكون اول شخصيه في المنطقه يحصل علي هذه الجائزة.
- وقد حازعلي جائزة الإمارات التقدرية للبيئة في عام 2015.[4]
- كما استحق لدوره القيادي والملهم في الحفاظ علي البيئه "جائزة الشخصيه البيئيه لعام 2016" من مؤسسة زايد الدولية البيئية.
- وعلاوه علي ذلك منح معاليه أوسمه الدرجه الأولي "وسام أستحقاق التعاون للأمن في عام 2018" والذي يعد من الأوسمه الخمسه الوطنيه في جمهوريه كوريا.
- وفي مايو2023 منح صاحب السمو الشيخ محمد بن زايد آل نهيان رئيس الدولة، وزير الدولة لشؤون الدفاع، محمد بن أحمد البواردي، «وسام الاتحاد»؛ تكريماً له وتقديراً لعطائه وجهوده المُخلصة في خدمة الوطن، خلال مسيرة امتدّت نحو 42 سنة من العمل، تولّى خلالها كثيراً من المسؤوليات والمهام المختلفة.

## الأنجازات
شغل معالي / محمد احمد البواردي مناصب مختلفة في القطاع العام والخاص على مستوي إماره أبوظبي ودولة الإمارات العربية المتحدة. كما أسس عده مؤسسات تعنى بحمايه البيئة والحياة الفطرية، وله مبادرات عدة بشؤون الطبيعة والتنمية المستدامة علي المستوى المحلي والإقليمي والعالمي.
وقد تولى معاليه منصب الأمين العام للمجلس التنفيذي لأمارة أبوظبي اعتبارا من 2004 حتي 2013، كما حظي بعضوية المجلس التنفيذي خلال الفترة المذكورة الذي يعد الجهة الرئيسية المسؤولة عن تسيير ومتابعة شؤون الجهاز الحكومي في الإمارة، حيث كان له دور محوري في قيادةّ جهود لجنهّ إعادة هيكلةّ الجهاز الحكومي التي تعمل من أجل تطوير بنيهّ مؤسسيه عالية الأداء وذات فاعلية لجميع الدوائر والهيئات التابعة لحكومة أبوظبي.  كما ترأس جائزة أبوظبي للأداء الحكومي المتميز والتي تعنى بالارتقاء بالأداء الحكومي وفق أعلى المعايير العالمية وإحداث التحول الإيجابي نحو ثقافة التمييز، كما ساهم بدور فعال في توجيه جهود وضع (أجندة السياسة العامة) لأمارة أبوظبي والتي حددت لها الأهداف والإطار العام للمبادرات التابعة للدوائر والهيئات الحكومية في إمارة أبوظبي وأيضا لما تمثله من عهد بالالتزام بالعمل من أجل تحقيق الرؤية الطموحة لمستقبل الإمارة.  
ومن موقعه السابق كأمين عام للمجلس التنفيذي لإمارة أبوظبي قاد البواردي الجهود التي قامت بها الجهات المعنية لبلورة رؤية أبوظبي 2030 والخطط والاستراتيجيات المنبثقة عنها في مختلف المجالات.
كما ترأس لجنة تنمية المنطقة الغربية، حيث عمل من أجل إرساء مفهوم جديد ومتطور للتنمية بالمنطقة الغربية بأمارة أبوظبي لتمكين المجتمع المحلي من رفع مستوي مشاركة القطاع الخاص بالنشاط الاقتصادي ضمن هذا الجزء الأقل نموا في الإمارة.
عمل البواردي في الفترة من 1992م إلى 1996م كمدير عام لمشروع المسح الأثري لجزر وسواحل أبوظبي الذي تم إنشاؤه ليتولى مسؤولية القيام بالمسوحات والحفريات للتنقيب في المواقع الأثرية على سواحل وجزر المنطقة الغربية من إمارة أبوظبي، وقد ساهم هذا المشروع في اكتشاف العديد من الاكتشافات الثرية المهمة علي المستوي المحلي والدولي.
وقد ساهم في إنشاء العديد من المؤسسات البيئية الحكومية مثل إنشاء هيئة البيئة – أبوظبي في عام 1995، والتي تقوم بمراقبة وإدارة البيئة من خلال توفير أطر قانونية متبعة وآليات عمل فعالة لحماية البيئة والمحافظة على التراث الطبيعي، وبالتالي تأمين حماية أفضل لسكان إمارة أبوظبي. كما ساهم بتأسيس مركز بحوث الطيور منذ إنشائه في عام 1989م، والذي بات ينضوي اليوم مع كل مركز الإمارات لتنمية الحياة الفطرية بالمملكة المغربية ومركز الشيخ خليفة لإكثار الحبارى بأبوظبي ومركز الشيخ خليفة لإكثار الحبارى في كازاخستان تحت مظلة الصندوق الدولي للحفاظ على الحبارى بأبوظبي، والذي نجح في تحقيق رقم قياسي جديد في إكثار طائر الحبارى خلال عام 2014 بإنتاج أكثر من 46 ألف طائر حبارى. 
كما اهتم بإنشاء المنظمات البيئية غير الحكومية مثل نادي صقاري الإمارات للإسهام في المحافظة على الحياة الفطرية والتقاليد العريقة لرياضة الصيد بالصقور وترويج ودعم طرق الصيد المستدام. كما أشرف في عام 2001 على إنشاء جمعية الإمارات للحياة الفطرية التي تعتبر شريكاً وطنياً للمكتب الإقليمي للصندوق العالمي للطبيعة في دولة الإمارات العربية المتحدة، وما زال يشغل منصب رئيس مجلس إدارتها.
ومن إنجازاته الأساسية في المحافظة على الحياة الفطرية (الأنواع المهددة بالانقراض) برنامج إكثار الحبارى في الأسر بدولة الإمارات وفي مركز الإمارات لتنمية الحياة الفطرية بالمغرب. حقق البرنامج نجاحاً استثنائياً من خلال استراتيجية فعالة تقوم على الإكثار في الأسر بهدف الإطلاق إلى البرية، وإدارة شبكة من المحطات المتخصصة لضبط مناطق الصيد والتأكد من الوفرة المستدامة لأعداد الحبارى في البرية. كما أسس البواردي برنامج إكثار الصقور في الأسر في المملكة المتحدة، الذي يهدف إلى توفير الصقور المناسبة لرياضة الصيد وتخفيف الضغط بذلك على الصقور البرية.
كما أشرف على تصميم وقيادة برنامج الشيخ زايد لإطلاق الصقور في منتصف التسعينيات بعد أن أصدر المغفور له بإذن الله الشيخ زايد بن سلطان آل نهيان توجيهاته بالإعداد لبرنامج يقترن ببرنامج للبحث العلمي لمعرفة المزيد من المعلومات عن بيولوجية وبيئات وهجرات الصقور، وذلك من واقع إدراكه لعدم استقرار أعداد الصقور البرية. ويتم تنفيذ البرنامج السنوي بمختلف مراحله منذ إنشائه في عام 1995م.
كما بادر بإنشاء مستشفى أبوظبي للصقور في عام 1999م بتوجيهات من سمو الشيخ حمدان بن زايد آل نهيان، ممثل الحاكم في المنطقة الغربية. وقد احتل المستشفى مكانة رائدة في علاج ووقاية الصقور وتقديم خدمات التغذية والرعاية وتبديل الريش والتوعية بأسس الإسعافات الأولية والإجراءات الوقائية. ويقدم المستشفى خدماته لدولة الإمارات والدول المجاورة، ويقوم بتسجيل صقور الدولة في اتفاقية السايتس، وتركيب شرائح وأجهزة التتبع وإصدار شهادات الملكية التي تستخدم كجوازات سفر للصقور دون الحاجة لترخيص سايتس في كل رحلة.
وأشرف على برامج هامة لاستعانة المواطن الطبيعية ودراسة هذه البيئات بالتعاون مع الدول المعنية واقتراح الحلول لحمايتها، وذلك مع ازدياد تدهور البيئات بشكل ملحوظ في بعض الأقطار الآسيوية، مما دعا لضرورة حماية الموائل الطبيعية لطيور الحبارى الآسيوية والصقور.
وبعد تطور أجهزة البث والاستقبال التي تستخدم الأقمار الصناعية، بدأت قصة نجاح مبادرة البواردي والمركز الوطني لبحوث الطيور في تحقيق إنجاز متفرد في تتبع طيور الحبارى ومعرفة معلومات مذهلة حول مسار هجرة هذا الطائر. وقد حقق البواردي من خلال إشرافه ومشاركته الشخصية سبقاً عالمياً في مجال هجرة صقور الشاهين، بعد أن تمكن أحد الصقور الذي كان ضمن المجموعة التي تم إطلاقها في براري كازاخستان خلال شهر مايو من العام 2014، من قطع مسافة تقرب من 12 ألف كيلومتر، متوغلاً إلى أبعد نقطة شمالية لم يسبق رصد وصول هذه الصقور إليها من قبل، وعائداً مرة أخرى باتجاه الجنوب حتى فُقد الاتصال به في العراق.
وفي مجال تطبيق اتفاقية الإتجار الدولي في النباتات والحيوانات المهددة بالانقراض (سايتس) ووضع قانون اتحادي لتطبيق الاتفاقية في دولة الإمارات، ساهم البواردي في إعادة هيكلة السلطات الإدارية والعلمية المسؤولة عن الاتفاقية، والتدريب وبناء القدرات ووضع مسودة قانون اتحادي صدر في عام 2002م لإيجاد الآليات القانونية لتطبيق أحكام الاتفاقية.
كما كان له دور هام في إدراج الصقارة لدى منظمة الأمم المتحدة للتربية والعلوم والثقافة "اليونسكو" ضمن قائمة التراث الثقافي غير المادي للإنسانية منذ عام 2010 والذي انضمت إليه الكثير من الدول.
كما قام بدور مميز في المساهمة بإطلاق مبادرات بيئية عديدة مثل مبادرة أبوظبي العالمية للبيانات البيئية التي أطلقت في عام 2002 برعاية صاحب السمو الشيخ خليفة بن زايد آل نهيان، رئيس الدولة، حفظه الله. وتوفر المبادرة إمكانية الاستخدام الأمثل للبيانات البيئية عالية الجودة من خلال باقة متنوعة من المنتجات المعلوماتية، فضلاً عن مبادرته بإنشاء مجموعة أبوظبي للاستدامة التي تقوم على الشراكة بين القطاعين العام والخاص، وتعمل لتعزيز الشفافية والتنمية المستدامة وممارستها في أبوظبي. وبفضل توجيهات البواردي انتقلت المجموعة التي تأسست في عام 2008 كمنتدى لحوالي 15 مؤسسة رائدة من نجاح إلى نجاح، واستمر عدد الأعضاء في التزايد حتى وصل الآن إلى 43 مؤسسة.
ويرأس اللجنة الإقليمية للمحافظة على المها العربي التي تضم دول مجلس التعاون الخليجي وبعض الدول المجاورة وتتخذ من دولة الإمارات مقراً لها. وتهدف جهود إكثار المها العربي إلى الاحتفاظ بقطيع كبير من سلالات المها على نطاق انتشارها السابق في شبه الجزيرة العربية بهدف إطلاقها إلى البرية وتعويض المجموعات المنقرضة منها. وبإشرافه، وبفضل جهود التعاون بين الدول المعنية بالمنطقة، وبالتنسيق مع الجهات والمنظمات البيئية الدولية، سجل دول انتشار المها العربي اسمها في سجل التاريخ البيئي العالمي بنجاحها في إكثار المهار العربي وإعادة توطينه في عدد من دول المنطقة العربية، مما أدى في عام 2011 إلى تخفيض الاتحاد الدولي لصون الطبيعة من درجة الأخطار التي يواجهها المها العربي وتصنيفه عند مستوى "معرض للانقراض". ودعماً لهذه الجهود أشرف البواردي على إنشاء برنامج الشيخ محمد بن زايد لإعادة توطين المها العربي، والذي نجح في إنشاء محمية المها العربي في الإمارات وساهم بإعادة تأسيس قطعان المها العربي في عدد من دول الانتشار. 
وساهم بدور هام في إنشاء والنجاح الذي حققه صندوق محمد بن زايد للمحافظة على الكائنات الحية في تقديم منح لمئات المشاريع البيئية منذ تأسيسه في عام 2008، حيث تمكن الصندوق خلال عام 2014 من إنقاذ نحو 91 كائناً حياً مهدداً بالانقراض من الدرجة الأولى و68 كائناً حياً معرضاً للانقراض. ويعمل الصندوق على مستوى قارات العالم الخمس بلا استثناء.
وساهم معالى محمد البواردي بصفته رئيساً للجنة وضع وتنفيذ الاستراتيجية المائية والزراعية بإمارة أبوظبي بوضع وإطلاق استراتيجية إدارة الموارد المائية لإمار أبوظبي في عام 2013 الهادفة إلى وضع رؤية موحدة وشاملة ومتكاملة لإدارة موارد المياه بشكل مستدام للحد من الضغوط التي تتعرض لها مواردنا المائية نتيجة للنمو السكاني وارتفاع مستوى المعيشة وتحقيق الرفاهية الاقتصادية والاجتماعية المنشودة. وتدرك الإمارة أن المياه مورد نادر تعود مسؤولة حماية إلى الجيل الحالي لكل تتمكن الأجيال المستقبلية من الحصول على حقها الطبيعي في حياة كريمة مزدهرة.